# Phragmonaevia hysterioides
Phragmonaevia hysterioides är en lavart som först beskrevs av Jean Baptiste Desmazières, och fick sitt nu gällande namn av Rehm 1888. Phragmonaevia hysterioides ingår i släktet Phragmonaevia, ordningen disksvampar, klassen Leotiomycetes, divisionen sporsäcksvampar och riket svampar.   Inga underarter finns listade i Catalogue of Life.